# The Saturdays
Le Saturdays sono state un gruppo musicale femminile britannico composto dalle cantanti Una Healy, Mollie King, Frankie Sandford, Vanessa White e Rochelle Wiseman.
Nella loro carriera hanno sperimentato generi come Pop, Electro-Pop e Dance Pop, offrendo anche diverse performance acustiche. Sotto contratto per la Fascination Records, la band ha debuttato nel 2008 con l'album Chasing Lights.
Dall'album sono stati estratti diversi singoli, tra cui If This Is Love, Up e Issues, che si sono piazzati nei primi posti delle classifiche britanniche.
In seguito al successo del loro primo album ne hanno pubblicato altri tre: Wordshaker (2009), On Your Radar (2011) e Living for the Weekend (2013).

## Storia

### Il debutto:Chasing Lights
Il gruppo ha firmato un contratto con la Fascination Records, suddivisione della Polydor Records. Il loro album di debutto, Chasing Lights, è stato registrato tra maggio e giugno 2008 con il supporto di svariati autori e produttori. Prima del lancio del loro primo singolo, If This Is Love, la girl band ha fatto da supporto al Tangled Up Tour delle Girls Aloud, alle quali la critica le ha successivamente paragonate. Lanciato nel luglio 2008, il singolo si è piazzato alla posizione numero otto della classifica britannica.
Il secondo singolo, Up è stato pubblicato nell'ottobre 2008 in concomitanza con la pubblicazione del loro album di debutto. Ha raggiunto in poco tempo la posizione numero cinque della classifica inglese ed è stato usato negli Stati Uniti dalla ABC per il lancio della terza stagione della serie televisiva Ugly Betty.
Oltre ad aver supportato le Girls Aloud, il gruppo ha aperto il concerto dei Jonas Brothers al Hammersmith Apollo l'11 settembre 2008. Nello stesso periodo hanno iniziato un tour promozionale che le ha rese partecipi di svariati eventi, tra cui il Gay Pride di Cardiff, e show televisivi, come uno speciale natalizio di Nickelodeon e una breve apparizione nella soap opera britannica Hollyoaks Later. Nel frattempo hanno pubblicato un terzo singolo, Issues, che ha raggiunto il quarto posto della classifica britannica nel dicembre 2008.
Nel gennaio 2009 il gruppo è stato scelto per realizzare l'annuale singolo di beneficenza per Comic Relief, interpretando una cover dance pop di Just Can't Get Enough dei Depeche Mode.
Il singolo è stato distribuito per il download digitale il 1º marzo e per la vendita fisica il 2 marzo raggiungendo in pochi giorni la posizione numero due della classifica britannica, piazzandosi dietro al singolo di Flo Rida Right Round.
In concomitanza con la pubblicazione del loro quinto singolo Work, che tuttavia ha incontrato un successo minore rispetto ai precedenti raggiungendo appena la posizione numero ventidue, le cinque ragazze hanno intrapreso un tour chiamato "The Work Tour".
La promozione del loro primo disco, Chasing Lights, è terminata quindi nell'estate del 2009, raggiungendo la nona posizione della classifica.

### Il secondo album:Wordshaker
Nell'autunno del 2009 viene pubblicato, sempre per la Fascination Records, il secondo album, Wordshaker, accompagnato dal singolo Forever Is Over e da una massiccia promozione in tutto il paese. Il singolo ottiene un notevole successo riuscendosi a piazzare alla seconda posizione della classifica dei singoli britannica, così come l'album, che come il precedente ha raggiunto la nona posizione della classifica degli album. Il gruppo successivamente, che nel frattempo è stato scelto come testimonial di svariati prodotti e spot pubblicitari, il 4 gennaio 2010 ha pubblicato un secondo singolo, Ego, che ha raggiunto la nona posizione della classifica in patria.

### Il terzo album:On Your Radar
l'8 agosto 2010 è stato pubblicato un nuovo singolo, Missing You, che ha anticipato l'EP Headlines, uscito il 16 agosto successivo. Il disco, che ha debuttato al terzo posto della classifica britannica, contiene anche i due singoli del precedente disco, Forever Is Over e Ego.
Per la promozione dell'EP, nell'autunno seguente è stato pubblicato un ulteriore singolo, il brano Higher, in una versione differente rispetto a quella contenuta nel disco Headlines; la versione utilizzata come singolo vede infatti la collaborazione del noto rapper Flo Rida. Il singolo ha riscosso un buon successo di vendite, piazzandosi al decimo posto della classifica britannica.
Il 21 novembre 2011 è stato pubblicato il loro terzo album, On Your Radar, contenente i singoli Notorious, All Fired Up e My Heart Takes Over.

### 2012–14:Chasing the SaturdayseLiving for the Weekend

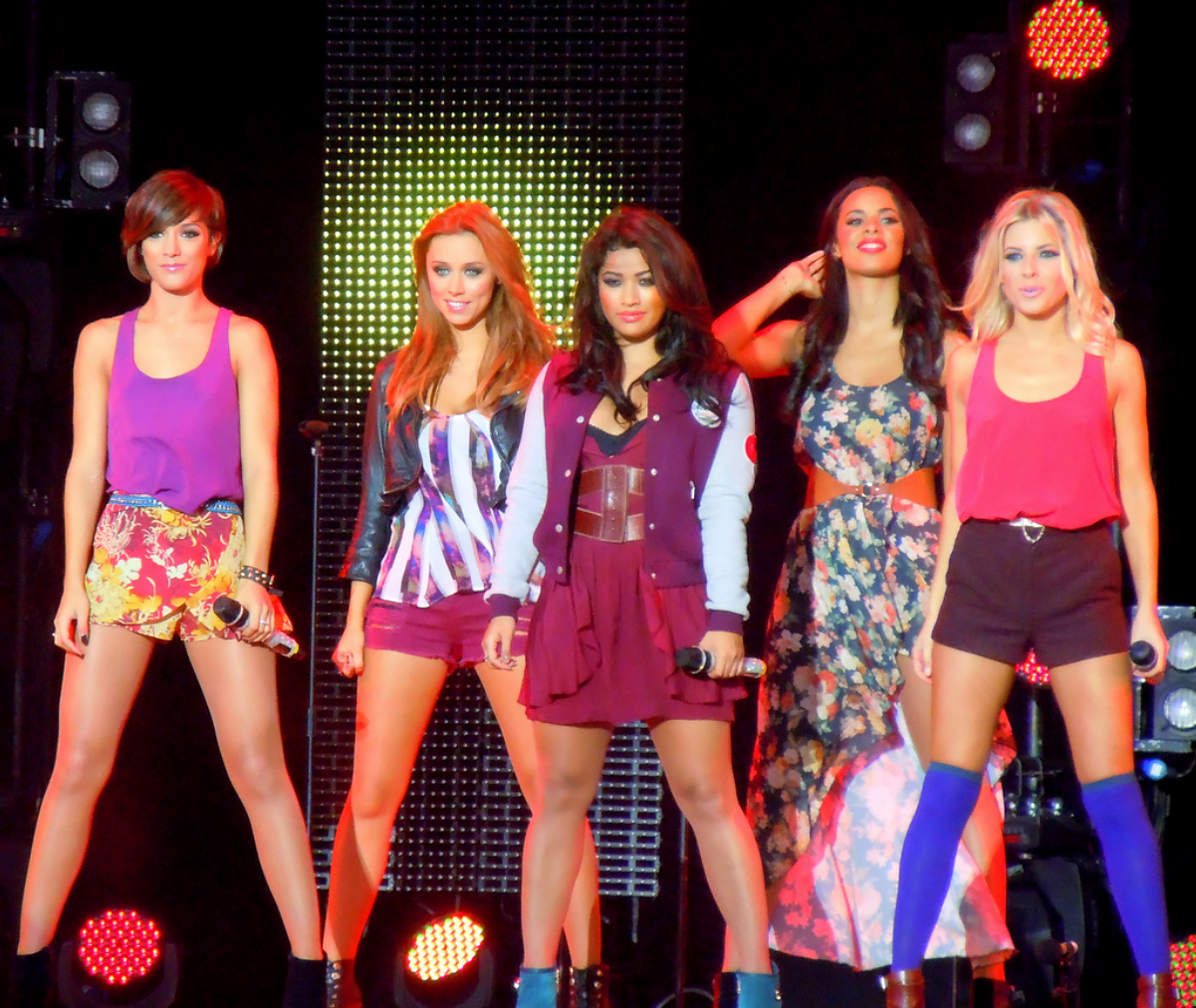
La band nel 2011

Nel maggio 2012 la band ha distribuito il singolo 30 Days per anticipare il successivo album. Rochelle Wiseman ha descritto il concetto del singolo come "una canzone meravigliosa, che cattura e che parla dell'eccitazione e del conto alla rovescia dei giorni prima di vedere qualcuno che ti manca davvero molto". Il singolo è arrivato alla numero sette della classifica dei singoli inglesi, che ha permesso alla girlband di avere il loro undicesimo singolo in top ten. È stato annunciato che The Saturdays hanno firmato per la Island Def Jam e Mercury Records per realizzare la musica a venire negli Stati Uniti d'America. What About Us è stato il primo singolo della band a livello mondiale. Per far conoscere la girlband al pubblico americano, è stato realizzato EP, Chasing The Saturdays, realizzato in Canada e in America. The Saturdays sono state star di una serie tv dedicata a loro e andata in onda su E! Con l'omonimo titolo dell'EP, Chasing The Saturdays, andando in onda per la prima volta il 20 gennaio 2013. Lo show presenta il gruppo cercando di promuoversi in America, mentre nel Regno Unito, Chasing The Saturdays è diventato il programma più visto con 72.000 spettatori, superando di 10.000 spettatori Le sorelle Kardashian a Miami. Dopo l'uscita nel Regno Unito, What About Us è arrivata al primo posto dei singoli più venduti scalzando dalla posizione Justin Timberlake con Mirrors, il 24 marzo. L'album delle The Saturdays doveva inizialmente chiamarsi The Chase, ma il titolo è mutato in Living for the Weekend. Aston Merrygold ha definito la band come "la migliore girlband del Regno Unito". What About Us ha venduto 114.000 copie solo nella prima settimana. Nel marzo 2013, è stato annunciato un nuovo singolo da Living for the Weekend, intitolato Gentleman, con un video che ricorda molto l'atmosfera di Desperate Housewives. Il 25 luglio 2013 venne confermata l'uscita di Disco Love, quarto singolo dall'album, seguito dal quinto singolo dell'album si chiama Not Giving Up. A trainare invece l'uscita della raccolta Finest Selection: The Greatest Hits è, nell'estate 2014, il singolo What Are You Waiting For?.

## Membri
- Una Theresa Imogene Healy-Foden (Thurles, 10 ottobre 1981)
- Mollie Elizabeth King (Londra, 4 giugno 1987)
- Francesca "Frankie" Sandford-Bridge (Londra, 14 gennaio 1989)
- Rochelle Eulah Eileen Wiseman-Humes (Essex, 21 marzo 1989)
- Vanessa Karen White (Yeovil, 30 ottobre 1989)

## Discografia

### Album
- 2008 - Chasing Lights
- 2009 - Wordshaker
- 2011 - On Your Radar
- 2013 - Living for the Weekend

### Raccolte
- 2014 - Finest Selection: The Greatest Hits

### EP
- 2010 - Headlines
- 2012 - Chasing the Saturdays

### Singoli
- 2008 - If This Is Love
- 2008 - Up
- 2009 - Issues
- 2009 - Just Can't Get Enough
- 2009 - Work
- 2009 - Forever Is Over
- 2010 - Ego
- 2010 - Missing You
- 2010 - Higher feat. Flo Rida
- 2011 - Notorious
- 2011 - All Fired Up
- 2011 - My Heart Takes Over
- 2012 - 30 Days
- 2013 - What About Us
- 2013 - Gentleman
- 2013 - Disco Love
- 2014 - Not Giving Up
- 2014 - What Are You Waiting For?